# عزلة بني على (المحويت)

تعديل مصدري - تعديل

عزلة بني على هي إحدى عزل مديرية بني سعد في محافظة المحويت اليمنية ويبلغ تعداد سكانها 5466 نسمة حسب التعداد السكاني في اليمن لعام 2004.